# Ryūsei Shinoyama
Ryūsei Shinoyama (篠山竜青?, Shinoyama Ryūsei; Tokyo, 20 luglio 1988) è un cestista giapponese.

## Carriera
Con il Giappone ha disputato i Campionati asiatici del 2017 e i Campionati mondiali del 2019.